# Torre Gimrinsky
A Torre Gimrinsky (em russo:  Гимринская башня, em ávaro:  Генуб си) é uma torre defensiva na vila de Gimry, distrito de Untsukulsky da República do Daguestão. Sua construção data do século XIX. Este é um exemplar das estruturas defensivas dos montanheses do Daguestão, construídos para defesa contra ataques inimigos. 

## Durante a Guerra Caucasiana
A torre foi construída para a defesa da vila de Gimra pelo primeiro imã do Daguestão, Gazi-Muhammad e seus murids, incluindo Shamil, após a derrota em Khunzakh em 1830. Dois anos após a construção em 10 de outubro 1832, as tropas do barão G. B. Rosen aproximaram-se do aul de Gimra.

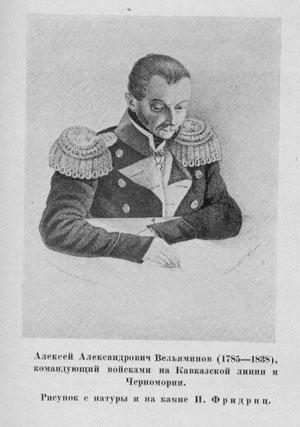
Velyaminov A. A.

De acordo com o plano de Velyaminov, 4 batalhões de infantaria e 300 georgianos com duas armas deveriam descer pela retaguarda até os defensores do primeiro muro. Depois disso, dois batalhões com 2 armas deveriam atacar o primeiro muro em frente. Mas esse plano não deu certo: os atacantes foram repelidos, deixando um número significativo de mortos e feridos. 
Então o próprio Velyaminov, com reforços, veio em auxílio de um destacamento enviado para contornar a muralha. Após uma breve batalha, o destacamento russo tomou posse da encosta da montanha. Nesse momento, outra parte do destacamento atacou a primeira parede em frente. Os defensores da primeira muralha, temendo serem cercados, recuaram, na esperança de ganhar uma posição na segunda muralha. Mas eles não conseguiram. A segunda muralha foi tomada da mesma maneira. 
Depois que os atacantes tomaram posse da segunda parede, eles se conectaram e ocuparam o terceiro muro sem resistência. A maior parte dos defensores se espalharam ao longo da encosta da montanha em direção a Gimry. Mas havia aqueles que, usando os bloqueios feitos de pedras, continuavam resistindo. O batalhão do 41º Regimento Jaeger estava em um lugar onde os Highlanders não podiam recuar. Nesse lugar, os montanheses lutaram ferozmente e foram exterminados até o fim. 
A batalha neste dia terminou quando já estava escuro. A noite seguinte não permitiu que as tropas russas entrassem em Gimry no mesmo dia. A parte principal do destacamento de Velyaminov foi localizada durante a noite entre o terceiro miuro e a vila. Na manhã seguinte, os russos ocuparam Gimry sem resistência. 

### A morte de Ghazi Muhammad
Atrás do primeiro muro havia duas torres com brechas. Depois que as tropas russas capturaram o primeiro muro, várias pessoas permaneceram nas torres que estavam cercadas. Eles começaram a revidar. Então Velyaminov ordenou atirar nas torres com um canhão. A ação da artilharia obrigou alguns dos montanhistas que se refugiaram na torre a abandoná-la. Soldados russos, ao redor da torre, espetavam baionetas saindo da torre. Assim, o líder dos montanheses, Ghazi-Muhammad, foi morto. Outros defensores, apesar das muralhas em ruínas, continuaram atirando, mas logo foram mortos. 
Somente no dia seguinte, soube-se que entre os defensores mortos da torre estava Gazi-Muhammad  . 
Segundo a lenda, o corpo de Ghazi-Muhammad assumiu a posição de uma oração: uma mão agarrada à barba e a outra apontada para o céu. 

### O avanço de Shamil

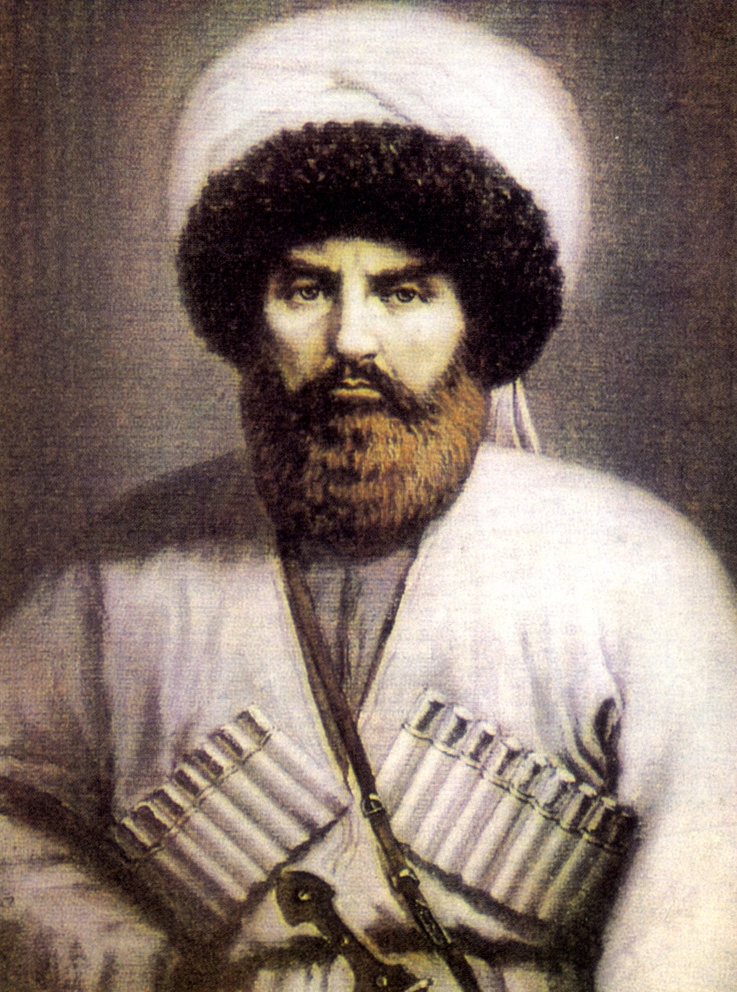
Imã Shamil

Um dos poucos que conseguiram escapar da morte, entre os defensores das torres, foi Shamil - o futuro imã da Chechênia e do Daguestão, que conseguiu escapar da torre cercada. Ao mesmo tempo, Shamil matou vários soldados e foi gravemente ferido com uma baioneta no peito. 

### Lista da torre

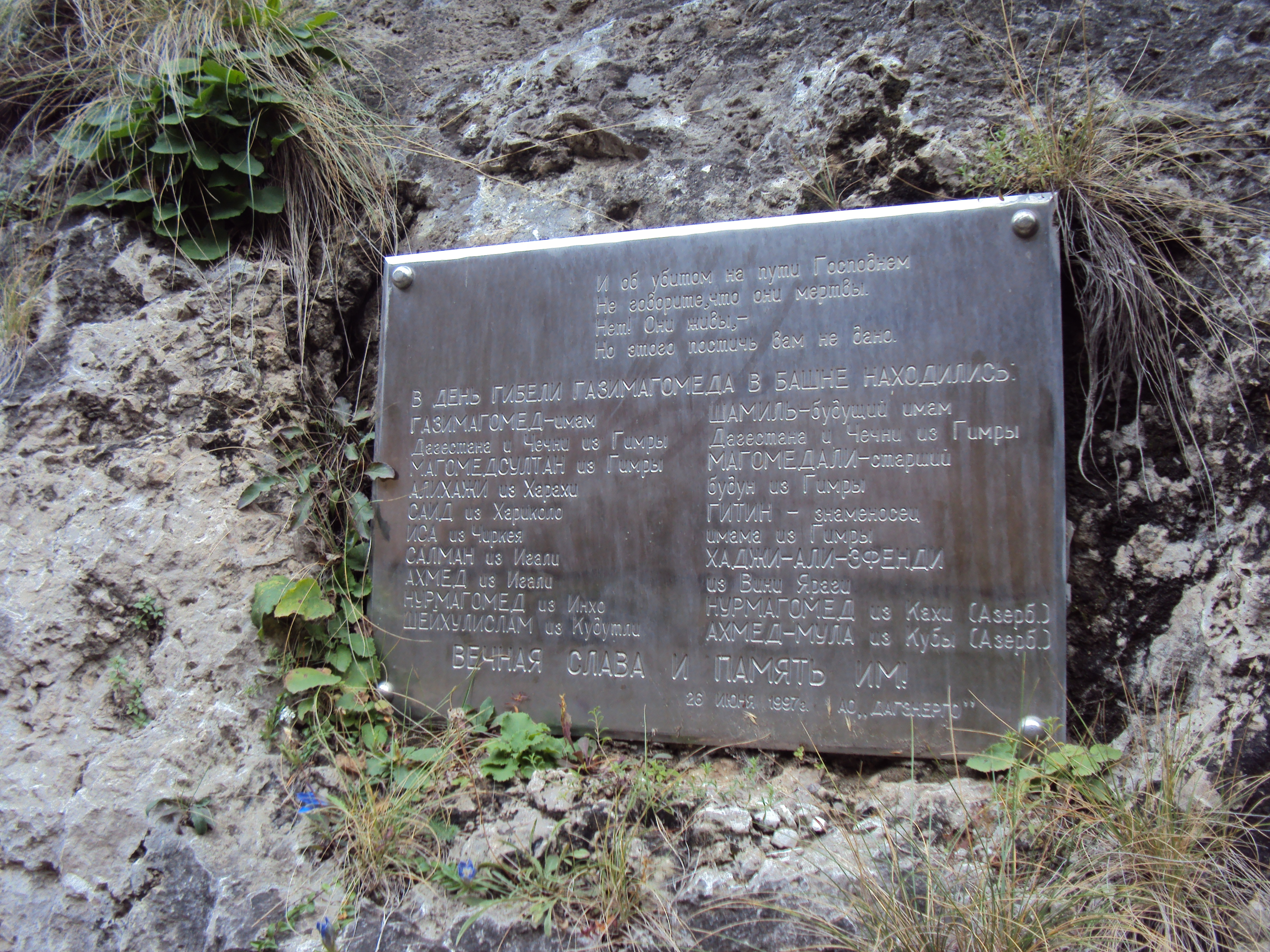
Uma tabuleta na torre com os nomes de seus defensores

1. Gazimagomed - o primeiro imã do Daguestão e da Chechênia, de Gimry
2. Shamil - o futuro imã do Daguestão e da Chechênia, de Gimry
3. Sultão Magomed - o primo do imã Shamil, de Gimry
4. Magomedali - muezzin sênior da vila de Gimry
5. Githynus - o porta-estandarte do imã, de Gimry
6. Alihaji - Naib de Harahi
7. Disse - Naib de Harikolo
8. Haji Ali Efendi - Naib de Vini Yarag
9. Isa - Naib de Chirkey
10. Salman - Naib de Igali
11. Nurmagomed - Naib de Inho
12. Sheik-ul-Islam - Naib de Kudutli
13. Nurmagomed - naib de Kakha (Azerbaijão)
14. Ahmed Mula - Naib de Cuba (Azerbaijão)

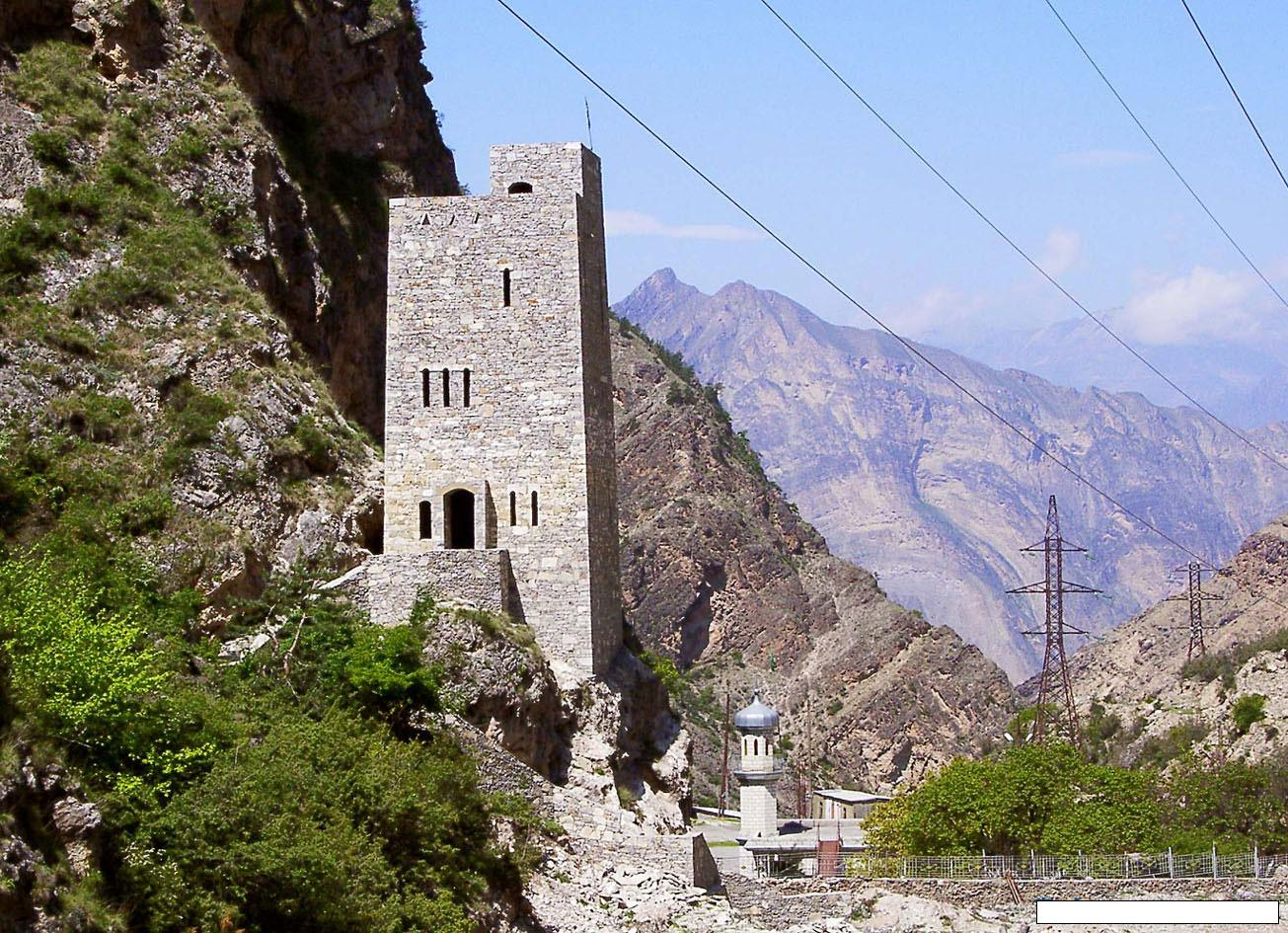

15. Ahmed - Naib de Igali

## Reconstrução
A primeira torre não foi preservada, restaram apenas ruínas da fundação. Mas em 1997, a nova torre Gimrinsky foi construída no mesmo local. O interior está completamente vazio, mas é possível subir pelas escadas de madeira até o telhado, o que oferece uma bela vista dos arredores. A nova estrutura é equipada com brechas e tem um deck de observação. Placas memoriais foram colocadas ao redor, uma das quais diz: "O imã Shamil chegou aqui depois de pular de uma cabana no dia da morte do primeiro imã do Daguestão e da Chechênia, Gazi-Magomed". 